# 六氟化氙
六氟化氙（化学式：XeF6）是稀有气体氙的三种氟化物之一，另外两种是XeF2 和 XeF4。XeF6是这三种氟化氙里，氟化性最强的。它在室温下为稳定的无色晶体，会升华成黄色蒸汽。

## 制备
六氟化氙可由二氟化氙在300°C和6MPa下长期与氟气加热得到。反应使用NiF
2 作为催化剂。不过，在 120 °C 时，氙-氟的摩尔比例为 1:5时仍可进行反应。

## 结构
XeF6结构的确定颇费了一些时间。气态时的六氟化氙为单分子，采取略畸变的八面体结构，能迅速发生分子重排，存在着几种电子排列的异构体。进一步计算表明，该分子的点群为C3v，但计算结果也说明Oh点群只是略高一些。稀有气体和氟化学权威Konrad Seppelt认为，对结构最好的描述是一对电子在八面体的面和角上移动，因此造成了动力学的变形。固态时，六氟化氙为四聚体，四个等同的氙处于四面体的顶点，24个氟位于外围，可以发生相互交换。
六种XeF
6的同质异形体是已知的， 其中一种还包含 XeF+
5 离子和桥接配体 F−
 离子。

## 反应

### 水解反应
六氟化氙分多步水解，最终产物是三氧化氙：
XeF6 + H2O  →  XeOF4  +  2 HF
XeOF4 + H2O  →  XeO2F2  +  2 HF
XeO2F2  +  H2O  →  XeO3  +  2 HF
XeF6可作路易斯酸与一个或两个氟离子反应生成配离子：
XeF6 + F− →  XeF7−
XeF7− + F− → XeF82−

### 八氟合氙(VI)酸盐
六氟化氙与氟化铷生成的加合物Rb2XeF8非常稳定，400°C以上才分解。氙的另外两个常见氟化物，二氟化氙和四氟化氙不与氟离子生成稳定的路易斯酸碱加合物。
八氟合氙(VI)酸盐(XeF2−
8)很稳定， 400 °C以上才分解。 这个阴离子的结构是四方反棱柱，是从它的亚硝酰盐，(NO)
2XeF
8测量的。 它的钠盐和钾盐可以由氟化钠和氟化钾直接和六氟化氙化合而成：
2 NaF + XeF
6 → Na
2XeF
8
2 KF + XeF
6 → K
2XeF
8
它们的稳定性比对应的铯盐和铷盐低，而这些重碱金属氟化物和六氟化氙的反应是先形成七氟合氙(VI)酸盐：
CsF + XeF
6  →  CsXeF
7
RbF + XeF
6  →  RbXeF
7
它们会分别在 50 °C 和 20 °C下分解，形成黄色的 八氟合氙(VI)酸盐：
2 CsXeF
7 → Cs
2XeF
8 + XeF
6
2 RbXeF
7 → Rb
2XeF
8 + XeF
6
八氟合氙(VI)酸盐会水解，形成各种氙化合物和氧化合物。

### 和氟离子接收剂的反应
XeF
6 会和强氟离子接收剂，如： RuF
5 和 BrF
3·AuF
3 反应，形成 XeF+
5 阳离子：
XeF
6 + RuF
5 → XeF+
5RuF−
6
XeF
6 + BrF
3·AuF
3 → XeF+
5AuF−
4 + BrF
3